# Алотропи плутонію
| Фази              | Кристалічна структура        | Щільність (g/cm3) |
| ----------------- | ---------------------------- | ----------------- |
| Альфа (α)         | проста моноклінна            | 19.86             |
| Бета (β)          | тілоцентрована моноклініка   | 17.70             |
| Гамма (γ)         | гранецентрована ромбічна     | 17.14             |
| Дельта (δ)        | гранецентрована кубічна      | 15.92             |
| Дельта прайм (δ′) | тілоцентрована тетрагональна | 16.00             |
| Епсилон (ε)       | тілоцентрована кубічна       | 16.51             |

Плутоній зустрічається в різноманітних алотропах навіть за тиску навколишнього середовища. Ці алотропи сильно відрізняються кристалічною структурою та щільністю; α і δ алотропи відрізняються за густиною більш ніж на 25 % при постійному тиску.

## Опис
Плутоній зазвичай має шість алотропів і утворює сьомий (дзета, ζ) при високій температурі та обмеженому діапазоні тиску. Ці алотропи мають дуже подібні рівні енергії, але значно відрізняються густиною та кристалічною структурою. Це робить плутоній дуже чутливим до змін температури, тиску чи хімічного складу та дозволяє різко змінювати об'єм після фазових переходів. На відміну від більшості матеріалів, плутоній збільшує щільність при плавленні на 2,5 %, але рідкий метал демонструє лінійне зменшення щільності з температурою. Щільність різних алотропів змінюється від 16,00 г/см3 до 19,86 г/см3.

## Механічна обробка плутонію
Наявність цих багатьох алотропів дуже ускладнює механічну обробку плутонію, оскільки він дуже легко змінює стан. Наприклад, α-фаза існує при кімнатній температурі в нелегованому плутонії. Він має характеристики обробки, подібні до чавуну, але змінюється на β-фазу (бета-фазу) при трохи вищих температурах. Причини складної фазової діаграми не зовсім зрозумілі. Останні дослідження зосереджені на побудові точних комп'ютерних моделей фазових переходів. α-фаза має низькосиметричну моноклінну структуру, звідси її низька провідність, крихкість, міцність і стисливість.

## Стабілізація
Плутоній у δ-фазі (дельта-фаза) зазвичай існує в 310 °C до 452 °C, але стабільний при кімнатній температурі, якщо його сплавити невеликим відсотком галію, алюмінію або церію, що покращує оброблюваність і дозволяє використовувати його для зварювання у зброї. δ-фаза має більш типовий металевий характер і є приблизно такою ж міцною та пластичною, як алюміній. У зброї поділу вибухові ударні хвилі, які використовуються для стиснення плутонієвого ядра, також спричинять перехід від звичайної δ-фази плутонію до щільнішої α-фази, що значно допомагає досягти надкритичності. Плутоній-галієвий сплав є найпоширенішим δ-стабілізованим сплавом.
Галій, алюміній, америцій, скандій і церій можуть стабілізувати δ-фазу плутонію при кімнатній температурі. Силіцій, індій, цинк і цирконій дозволяють утворювати метастабільний δ-стан при швидкому охолодженні. Велика кількість гафнію, гольмію і талію також дозволяє зберегти частину δ-фази при кімнатній температурі. Нептуній є єдиним елементом, який може стабілізувати α-фазу при вищих температурах. Титан, гафній і цирконій стабілізують β-фазу при кімнатній температурі при швидкому охолодженні.

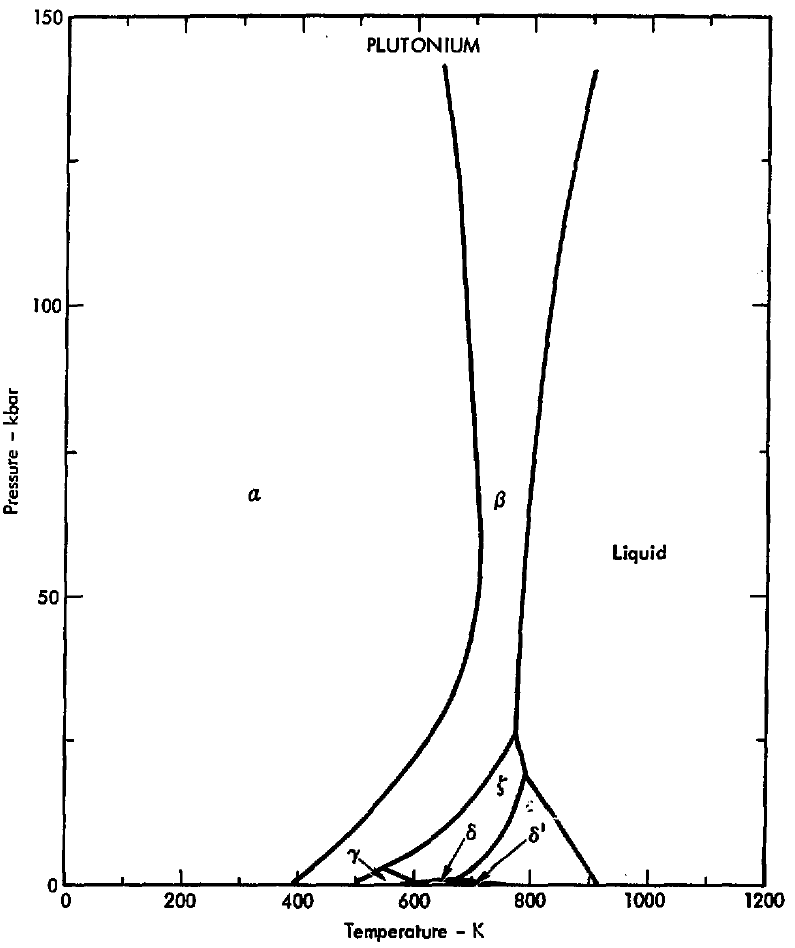
Фазова діаграма плутонію (дані 1975 р.)

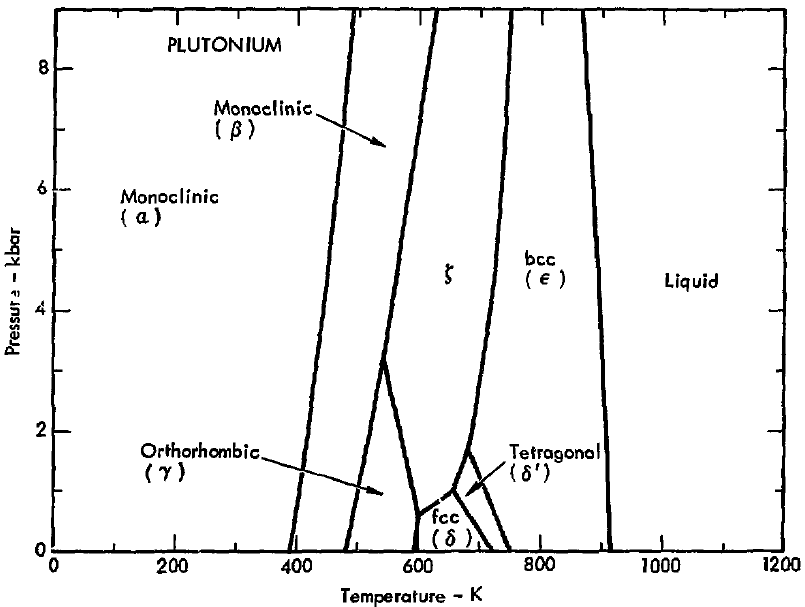
Деталі фазової діаграми для нижчих тисків